# جوزیا چایلد
سر جوزیا چایلد (Sir Josiah Child)، بارونت اول، MP (حدود ۱۶۳۰/۳۱ – ۲۲ ژوئن ۱۶۹۹) یک اقتصاددان، تاجر و سیاست‌مدار انگلیسی و اقتصاددان طرف‌دار مرکانتیلیسم و فرماندار کمپانی هند شرقی بود. او در جنگ انگلیس-مغلول شرکت نام‌برده را رهبری می‌کرد.

## زندگی ابتدائی
چایلد در حدود ۱۶۳۰–۳۱ متولد شده و در ۲۷ فوریه ۱۶۳۰–۳۱ در St Bartholomew-by-the-Exchange تعمید داده شد، او دومین پسر ریچارد چایلد، تجار فلیت استریت (دفن شده سال ۱۶۳۹ در هاکنی) و الیزابت رویکرافت وستون ویک، شروکشایر بود. بعد از انجام کارآموزی در تجارت خانوادگی، پس از تلاش‌های زیاد او موفق شد. در حدود ۲۵ سالگی، او با حساب خود در پورتسمورت به عنوان خوارباررسان نیروی دریایی تحت حاکمیت مشترک‌المنافع کار کرد. او همچنین به عنوان «عامل در خزانه‌داری نیروی دریایی» توصیف شده‌است. او بخت خوش‌اقبال داشت و سهم قابل ملاحظه‌ای در شرکت هند شرقی به‌دست‌آورد. در سال ۱۶۵۹ میلادی او به عنوان عضو پارلمان برای پترسفیلد در سومین پارلمان حفاظت انتخاب شد. او در سال ۱۶۷۳ به عنوان عضو پارلمان از دارتمورت برای پارلمان کاوالیر انتخاب شد.

## خرید ملک وانستید
چایلد در سال ۱۶۷۳ میلادی ملک وانستید را در اسکس از مجریان سر رابرت بروک خریداری کرد و پول زیادی را برای مرتب‌سازی محوطه خانه، تالار وانستید (Wanstead Hall)، مصرف کرد. روزنامه‌نگار جان اولین، در سال ۱۶۸۳ میلادی، مدخل زیر را که از لحاظ خصوصیات اشکال دارد، را بیان کرد.
من به دیدن هزینه هنگفت سر جوزیا چایلد در کاشت درختان چارمغز در اطراف مقراش و ساخت حوض‌های ماهی تا چندین مایل در اطراف جنگل ایپینگ در یک محل بایر رفتم چرا که معمولاً مردان بزرگ و پول‌دار اکثراً در همچو جاها مقر می‌سازند. او از کارآموزی معمولی تجارت و مدیریت سهم معمولی شرکت هند شرقی به یک ملکیت (به قول بعضی‌ها) ۲۰۰۰۰۰ پوندی رسید و اخیراً دخترش را با ۳۰۰۰۰ پوند (برخی نسخه‌ها ۵۰۰۰۰ پوند) به عنوان هدیه و انتظارهای مختلف به پسر دوک بوفورت، مارکیز فقید وورستر داد. این تجار به‌طور فجیعی حریص است وغیره.

به گفته دانیل دیفو، چایلد «تعداد بی‌شمار ردیف درختان، جاده‌ها و مناظر را به خانه‌اش افزود که تمام آن‌ها به محلی منتهی می‌شدند که خانه کهنه در مرکز آن قرار گرفته بود».
در سال ۱۶۷۸ میلادی چایلد، در شهرستان اسکس بارونت چایلد وانستید شد. در سال ۱۶۸۵ میلادی او به عنوان عضو پارلمان برای لودلو انتخاب گردید. وی در سال ۱۶۸۹ میلادی به عنوان قومندان ارشد اسکس ایفای وظیفه کرد.

## کار با شرکت هند شرقی
حمایت شفاهی و قلمی چایلد (تحت نام مستعار فیلاپاتریس) از ادعاهای شرکت هند شرقی مبنی بر قدرت سیاسی و همچنین حق آن در محدود سازی رقابت بر تجارت‌های آن، او را مورد توجه سهام‌داران قرار داد. او در سال ۱۶۷۷ به عنوان مدیر انتخاب شد، به معاون فرماندار ترفیع کرده و اخیراً در سال ۱۶۸۱ میلادی فرماندار شرکت هند شرقی شد. در موقع اخیر، او سیاست شرکت را قسمی مدیریت می‌کرد که گویا تجارت خصوصی خودش باشد. بعضی اوقات اعتبار تغییر ترافیک غیرمسلح بودن شرکت به مسلح به او و سر جان چایلد، رئیس سورات و فرماندار بمبئی (بر اساس فرهنگ زندگی‌نامه ملی آکسفورد هیچ رابطه‌ای ندارند: «Vert، ۲ میله حک شده بین ۳ صورت پلنگ یا») داده می‌شود در حالی‌که انصراف واقعی از دکترین Roe در مورد ترافیک غیرمسلح بودن شرکت در ژانویه ۱۶۸۶، در زمان فرماندار سر جوزف اش، زمانی که چایلد به‌طور موقت از دفتر اخراج شده بود، حل گردید.

## جنگ با مغول‌های هندی
چایلد در جنگ با اورنگ‌زیب، ششمین امپراتور مغول که میان سال‌های ۱۶۸۸ و ۱۶۹۰ میلادی صورت گرفت، شکست خورد. اما اورنگ‌زیب هیچ اقدام تنبیهی در برابر شرکت در دست نگرفت و امتیازات تجاری آن را به آن بازگرداند. «در ازای غرامت سنگین و وعده‌های انجام بهتر کارها در آینده، اورنگ‌زیب جوان‌مردانه با بازدهی امتیازات تجارتی شرکت هند شرقی موافقت کرد و لشکرش را بیرون کشید».

## فلسفه اقتصادی
چایلد در متون اقتصادی، مخصوصاً مشاهدات مختصر دربارهٔ تجارت و ربح پول (Brief Observations concerning Trade and the Interest of Money) (1668 میلادی) و گفتمان جدید تجارت (A New Discourse of Trade) (1668 و ۱۶۹۰ میلادی) سهم داشت. او در ایام سیستم مرکانتیلیسم یک اعتدال‌گرا بود و گاهی اوقات به عنوان پیشگام در توسعه‌دهی دکترین تجارت آزاد در قرن هجدهم شناخته می‌شود. هرچند چایلد خود را طرف‌دار بازار رقابتی می‌داند، هم‌واره استدلال کرده‌است که نرخ سود کنترل شده توسط دولت و تجارت محدود شده در میان مستعمره‌ها، به سود انگلستان است. او با دنبال کردن نمونه‌های هلندی، پیشنهادهای متعددی برای بهتر سازی تجارت انگلستان ساخته‌است. او از نرخ پایین سود به عنوان علت همه علل دیگر ثروت مردم هلند دفاع کرد. این نرخ پایین سود که او فکر کرده بود، باید توسط مقامات دولتی ایجاد شده و حفظ گردند. چایلد، در حالی‌که به دکترین موازنه تجارت پابند بود، مشاهده کرد که مردم همیشه نمی‌توانند بدون خریدن چیزی از خارجی‌ها به آن‌ها بفروشند و مخالف این ایده بود که صادرات فلزات قیمتی اساساً مخرب اند. مانند سایر نویسندگان در مورد آنچه که اکثراً به نام دوره یا سنت مارکانتیلیستی نامیده می‌شود، جمعیت زیاد نفوس را یک سرمایه برای کشور می‌داند. او با طرحی جدید برای رهایی از فقر و اشتغال فقرا معروف شد. او همچنین از محفوظ ماندن حق کامل تجارت با مستعمرات توسط کشور مادر، حمایت کرد.
ویلیام لتوین در کتاب سر جوزیا چایلد، اقتصاددان تجار (۱۹۵۹) بیان می‌کند که اندیشه اقتصادی چایلد، اهمیت اندک نظری داشت اما اذعان می‌دارد که او «از پُر خواننده‌ترین نویسندگان اقتصادی قرن هفدهم» بوده‌است.

## خانواده
چالد برای بار اول در ۲۶ دسامبر ۱۶۵۴ در پورتسموت، هامپشایر، با هانا بوات، دختر ادوارد بواد ازدواج کرد. یک فرزند او به نام الیزابت زنده ماند. دو فرزند دیگرش در طفولیت درگذشتند. الیزابت با جان هاولند از ستریتام ازدواج کرد و دختر آن‌ها الیزابت با دوک بدفورد ازدواج نمود.
چایلد برای بار دوم در ۱۴ ژوئن ۱۶۶۳ با ماری آتوود، دختر ویلیام آتوود ازدواج کرد. مسائل مربوط به این ازدواج، ربیکا (حدود ۱۶۶۶ – ۱۷ ژوئن ۱۷۱۲) است که برای بار اول با چارلس سومرست، مارکس وورستر و بار دوم با جان، لارد گرانویل ازدواج کرد. ماری که با ادوارد بولوک از فاولکبورن ازدواج کرده بود در حدود سال ۱۷۴۸ میلادی درگذشت و وارث او جوزیا چایلد، بارونت دوم (در حدود سال ۱۶۶۸ – ۲۰ ژانویه ۱۷۰۴) بود.
چایلد برای بار سوم در حدود ۸ اوت ۱۶۷۶ میلادی با ایما ویلوگبی، خانم قبلی فرانسس ویلوگبی و دختر سر هنری برنارد ازدواج کرد. آن‌ها یک فرزند پسر به نام ریچارد چایلد (۵ فوریه ۱۶۸۰ – مارس ۱۷۵۰) داشتند که در سال ۱۷۱۸ میلادی وایکانت کاسلماین و در سال ۱۷۳۱ کنت تالنی شد.
چایلد در ۲۲ ژوئن ۱۶۹۹ درگذشت و در وانستید، اسکس دفن شد. وصیت‌نامه او به تاریخ ۲۲ فوریه ۱۶۹۶ ترتیب داده شده و در ۶ ژوئیه ۱۶۹۹ ثابت شد.

## تبارنامه‌شناسی
هرچند دیکشنری زندگی‌نامه ملی آکسفورد به‌طور مثبت بیان می‌کند که او با بانک‌داران Child & Co از اوسترلی پارک ربطی نداشته‌است، شجره‌شناسی بورک سال ۱۸۸۴ میلادی شواهدی را ارائه می‌کند که خلاف آن را بیان می‌کند، و به هردو خانوادگی شجره مشابهی می‌دهد: «Gules, a chevron ermine between 3 eagles close argent». (ببینید: ویلرز، ارلز جرسی، خانواده‌ای که خانواده بانک‌دار چایلد به آن ازدواج کرد) اولین فرزند این سلسله چایلد، ویلیام چایلد، قومندان وورسسترشایر در سال ۱۵۸۵ بود. شجره‌شناسی بورک، ۱۸۸۴، صفحه ۱۹۳، Child & Childe؛ صفحه ۱۰۵۷ ویلیرس، ارل‌های جرسی.